# Dyer Brook
Dyer Brook ist eine Town im Aroostook County des Bundesstaates Maine in den Vereinigten Staaten. Im Jahr 2020 lebten dort 215 Einwohner in 125 Haushalten auf einer Fläche von 99,8 km².

## Geographie
Nach dem United States Census Bureau hat Dyer Brook eine Gesamtfläche von 99,77 km², von der 99,74 km² Land sind und 0,03 km² aus Gewässern bestehen.

### Geographische Lage
Dyer Brook befindet sich im Süden des Aroostook Countys. Südlich der Town liegt der Pleasent Lake. Einige kleinere Flüsse durchziehen das Gebiet, es gibt keine größeren Seen. Die Oberfläche des Gebietes ist eher eben eine kleinere Erhebung befindet sich zentral auf dem Gebiet und zum Pleasent Lake liegt eine weitere Hügelgruppe ohne nennenswerte Erhebung.

### Nachbargemeinden
Alle Entfernungen sind als Luftlinien zwischen den offiziellen Koordinaten der Orte aus der Volkszählung 2010 angegeben.
- Norden: Merrill, 3,6 km
- Osten: Oakfield, 15,1 km
- Süden: Island Falls, 6,8 km
- Westen: Hersey, 12,1 km

### Stadtgliederung
In Dyer Brook gibt es nur einen Siedlungsbereich, der ebenfalls den Namen Dyer Brook trägt.

### Klima
Die mittlere Durchschnittstemperatur in Dyer Brook liegt zwischen −11,7 °C (11° Fahrenheit) im Januar und 18,3 °C (65° Fahrenheit) im Juli. Damit ist der Ort gegenüber dem langjährigen Mittel der USA um etwa 10 Grad kühler. Die Schneefälle zwischen Oktober und Mai liegen mit über fünfeinhalb Metern knapp doppelt so hoch wie die mittlere Schneehöhe in den USA, die tägliche Sonnenscheindauer liegt am unteren Rand des Wertespektrums der USA.

## Geschichte
Dyer Brook wurde 1844 erstmals besiedelt, die ursprüngliche Bezeichnung des Gebietes war Township No. 5, Second Range West of the Easterly Line of the State (T5 R2 WELS). Als erster Siedler gilt Orrin Laughton. Im Jahr 1858 erfolgte die Organisation des Gebietes als Plantation, um den Bewohnern die Möglichkeit zu Wählen zu geben, ebenso im Jahr 1880 und 1887. Im Jahr 1880 hatte die Ortschaft 40 stimmberechtigte Bewohner. Offiziell anerkannt wurde sie am 21. März 1891. In den 1990ern erlebte die Town eine wirtschaftliche Krise, in der sie 18 % ihrer Bevölkerung einbüßte. Heute gehört Dyer Brook zum Southern Aroostook Community School District.

### Einwohnerentwicklung
| Volkszählungsergebnisse – Town of Dyer Brook, Maine | Volkszählungsergebnisse – Town of Dyer Brook, Maine | Volkszählungsergebnisse – Town of Dyer Brook, Maine | Volkszählungsergebnisse – Town of Dyer Brook, Maine | Volkszählungsergebnisse – Town of Dyer Brook, Maine | Volkszählungsergebnisse – Town of Dyer Brook, Maine | Volkszählungsergebnisse – Town of Dyer Brook, Maine | Volkszählungsergebnisse – Town of Dyer Brook, Maine | Volkszählungsergebnisse – Town of Dyer Brook, Maine | Volkszählungsergebnisse – Town of Dyer Brook, Maine | Volkszählungsergebnisse – Town of Dyer Brook, Maine |
| Jahr                                                | 1800                                                | 1810                                                | 1820                                                | 1830                                                | 1840                                                | 1850                                                | 1860                                                | 1870                                                | 1880                                                | 1890                                                |
| --------------------------------------------------- | --------------------------------------------------- | --------------------------------------------------- | --------------------------------------------------- | --------------------------------------------------- | --------------------------------------------------- | --------------------------------------------------- | --------------------------------------------------- | --------------------------------------------------- | --------------------------------------------------- | --------------------------------------------------- |
| Einwohner                                           |                                                     |                                                     |                                                     |                                                     |                                                     |                                                     |                                                     | 129                                                 | 172                                                 | 221                                                 |
| Jahr                                                | 1900                                                | 1910                                                | 1920                                                | 1930                                                | 1940                                                | 1950                                                | 1960                                                | 1970                                                | 1980                                                | 1990                                                |
| Einwohner                                           | 280                                                 | 281                                                 | 385                                                 | 262                                                 | 265                                                 | 219                                                 | 180                                                 | 165                                                 | 275                                                 | 243                                                 |
| Jahr                                                | 2000                                                | 2010                                                | 2020                                                | 2030                                                | 2040                                                | 2050                                                | 2060                                                | 2070                                                | 2080                                                | 2090                                                |
| Einwohner                                           | 199                                                 | 213                                                 | 215                                                 |                                                     |                                                     |                                                     |                                                     |                                                     |                                                     |                                                     |

## Wirtschaft und Infrastruktur

### Verkehr
Durch Dyer Brook verlaufen die Interstate 95 und der U.S. Highway 2. Sie Verbinden Dyer Brook mit Kanada im Norden und Bangor und Augusta im Süden.

### Öffentliche Einrichtungen
Dyer Brook besitzt keine eigene Bücherei. Die nächstgelegene ist die Katahdin Public Library  in Island Falls.
Es gibt kein Krankenhaus oder Medizinische Einrichtung in Dyer Brook. Das nächstgelegene Krankenhaus für Dyer Brook und die Region befindet sich in Patten.

### Bildung
Dyer Brook gehört mit Crystal, Hersey, Island Falls, Merrill, Moro Plantation, Mt. Chase, Oakfield, Patten, Sherman, Smyrna und Stacyville zur Regional School Unit 50.
Folgende Schulen stehen den Schülerinnen und Schülern zur Verfügung:
- Katahdin Elementary School (PK-6) in Stacyville
- Katahdin Middle / High School (7–12) in Stacyville
- Southern Aroostook Community Schools (PK-12) in Dyer Brook